# Labisia pumila
Labisia pumila là một loài thực vật có hoa trong họ Anh thảo. Loài này được (Blume) Mez mô tả khoa học đầu tiên năm 1902.